# Ga Gojin
Ga Gojin (tiếng Hàn: 고진역; Hanja: 古陳驛) là ga của Everline ở Yubang-dong, Cheoin-gu, Yongin-si, Hàn Quốc.

## Bố trí ga
| Chợ Yongin Jungang ↑ |
| \| N/B               |
| ↓ Bopyeong           |

| Hướng Bắc | ●Tuyến EverLine | ← Hướng đi Giheung            |
| Hướng Nam | ●Tuyến EverLine | → Hướng đi Jeondae–Everland → |